# Horná Strehová
Horná Strehová (allemand : Oberstriegau,  hongrois : Felsősztregova) est un village de Slovaquie situé dans la région de Banská Bystrica.

## Histoire
La première mention écrite du village date de 1493.

## Démographie

### Évolution de la population
| Année:               | 1994. | 2004.   | 2014.    | 2024.    |
| -------------------- | ----- | ------- | -------- | -------- |
| Nombre de personnes: | 181   | 195     | 172      | 144      |
| Différence:          |       | +7,73 % | -11,79 % | -16,27 % |

| Année:               | 2023. | 2024. |
| -------------------- | ----- | ----- |
| Nombre de personnes: | 144   | 144   |
| Différence:          |       | +0 %  |